# 川添利幸
川添 利幸（かわぞえ としゆき、1925年〈大正14年〉6月11日 - 2022年〈令和4年〉8月22日）は、日本の法学者。専門は憲法。中央大学名誉教授。元中央大学学長。指導学生に山下威士、畑尻剛、石川敏行、工藤達朗らがいる。

## 来歴
新潟県出身。1950年中央大学法学部卒業。
同法学部助手。1954年同法学部専任講師。1954年同法学部助教授。1962年同法学部教授。1964年同大学院法学研究科教授。1966年ドイツ・エバーハルト・カール大学テュービンゲンにて在学研究。1969年中央大学評議員。1973年中央大学法学部長・同大学院法学研究科委員長。中央大学理事。1977年同法学部長（ - 1979年）。1981年中央大学大学院法学研究科委員長（ - 1983年）。1984年中央大学学長・理事（ - 1990年）。1986年中央大学総長代行（ - 1990年）。1996年中央大学定年退職。同名誉教授。
この他、司法試験第二次試験考査委員（旧司法試験）（1975年 - 1983年）。日本私立大学連盟常務理事（1985年 - 1991年）。
2022年8月22日、老衰のため死去。97歳没。

## 主著
- 『憲法概論』（文久書林、1962年） doi: 10.11501/2994177
- 『憲法重要判例集』（文久書林、1962年） doi:10.11501/2994613
- 『法学概論』（文久書林、1966年）
- 『憲法保障の理論』（尚学社、1986年） doi: 10.11501/12666549

## 共編著
- 『現代法と国家』（橋本公亘、和田英夫共編 、岩波書店、1965年）
- 『憲法：重要問題と解説(増訂版)』（田口精一共編、法学書院、1978年）
- 『ワークブック法学・憲法』（田中実共編、有斐閣、1978年）
- 『憲法詳論』（山下威士共編 、尚学社、1989年）
- 『ドイツ法・ヨーロッパ法の展開と判例』（小島武司共編、中央大学出版部、2000年）